# Saint-Nicolas-des-Motets
Saint-Nicolas-des-Motets è un comune francese di 268 abitanti situato nel dipartimento dell'Indre e Loira nella regione del Centro-Valle della Loira.

## Società

### Evoluzione demografica
Abitanti censiti